# 渡辺規綱
渡辺 規綱（わたなべ のりつな）は、江戸時代後期の尾張藩家老、茶人。渡辺半蔵家10代当主。

## 生涯
寛政4年（1792年）、三河国奥殿藩4代藩主・松平乗友の次男として江戸で誕生した。享和2年（1802年）、叔父で三河寺部領主である渡辺綱光の養子となり名古屋に移る。
文化元年（1804年）、養父の隠居により家督を相続。文化5年（1808年）、江戸に下って尾張藩10代藩主・徳川斉朝に拝謁し、同年江戸城で11代将軍・徳川家斉に拝謁する。文化14年（1817年）加判の列に加わる。同年、従五位下・兵庫頭に叙任。文政元年（1818年）、加判を免じられ、差控の処分を受ける。
文政2年（1819年）、隠居して家督を嫡男の寧綱に譲った。天保6年（1835年）、出家して兵庫入道と名乗る。又日庵と号し、茶道等、風流に生きた。実弟の裏千家11代玄々斎精中宗室は、規綱の仲介で尾張藩に出仕し、12代藩主・徳川斉荘の師となった。斉荘は歴代の藩主の中でも特に茶道に熱心で、規綱や玄々斎の影響もあり、それまで有楽流であった尾張家の茶道を裏千家に改めた。
元治元年（1864年）、家督を継いでいた孫の綱倫が急死し、生まれたばかりの綱聡が家督相続することなり、曽祖父としてその後見を勤めた。

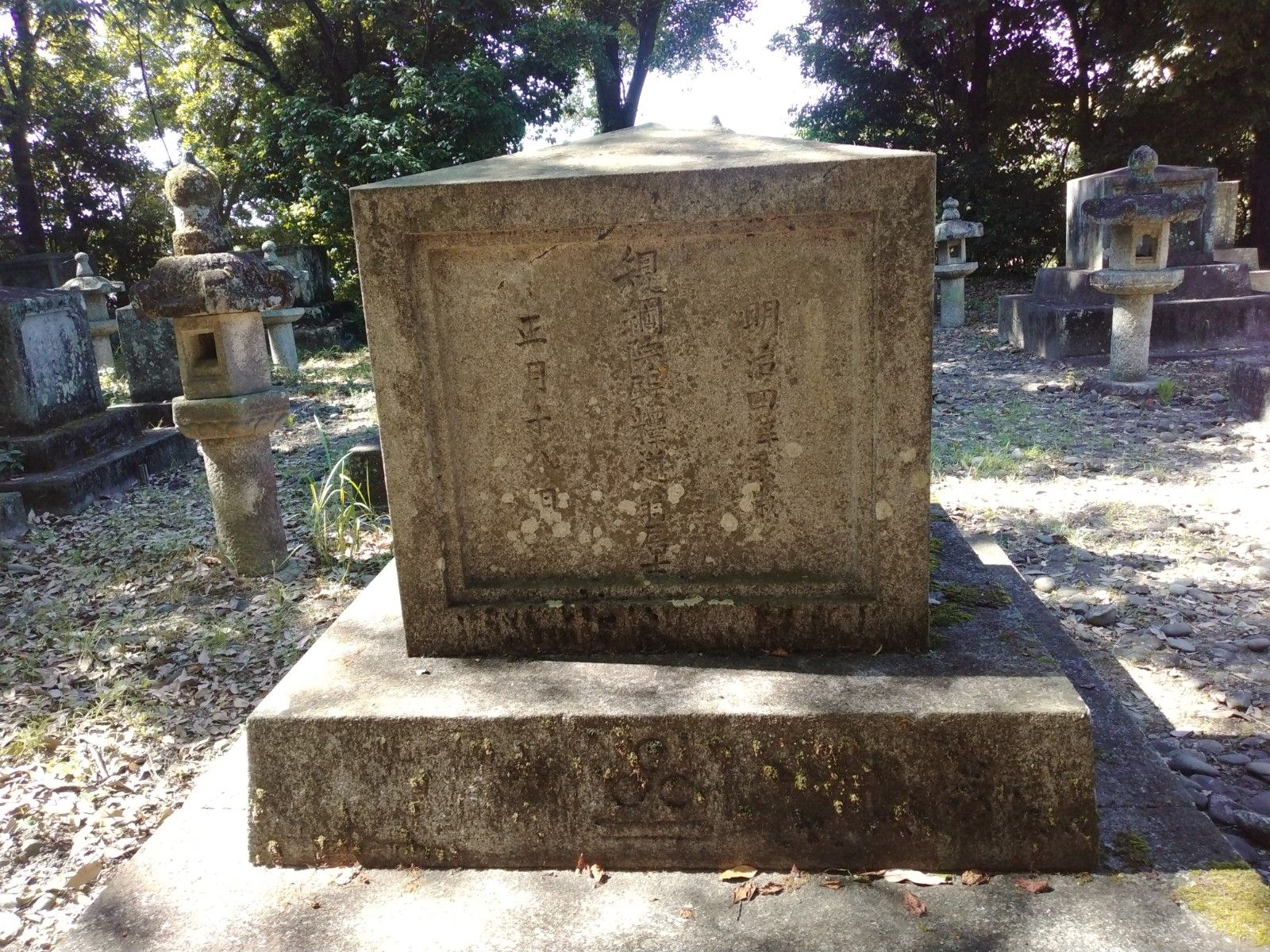
渡辺規綱の墓(豊田市守綱寺)

明治元年（1868年）、兵庫頭を辞す。明治4年（1871年）1月18日死去、享年80。